# Chanòs e Curson
Chanos-Curson és un municipi francès situat al departament de la Droma i a la regió d'Alvèrnia-Roine-Alps. L'any 2007 tenia 1.075 habitants.

## Demografia

### Població
El 2007 la població de fet de Chanos-Curson era de 1.075 persones. Hi havia 413 famílies de les quals 94 eren unipersonals (51 homes vivint sols i 43 dones vivint soles), 134 parelles sense fills, 177 parelles amb fills i 8 famílies monoparentals amb fills.
La població ha evolucionat segons el següent gràfic:
Habitants censats

### Habitatges
El 2007 hi havia 461 habitatges, 413 eren l'habitatge principal de la família, 23 eren segones residències i 26 estaven desocupats. 397 eren cases i 62 eren apartaments. Dels 413 habitatges principals, 324 estaven ocupats pels seus propietaris, 79 estaven llogats i ocupats pels llogaters i 10 estaven cedits a títol gratuït; 2 tenien una cambra, 24 en tenien dues, 44 en tenien tres, 104 en tenien quatre i 238 en tenien cinc o més. 359 habitatges disposaven pel capbaix d'una plaça de pàrquing. A 158 habitatges hi havia un automòbil i a 230 n'hi havia dos o més.

### Piràmide de població
La piràmide de població per edats i sexe el 2009 era:
| Homes | Edats   | Dones |
| ----- | ------- | ----- |
| 0     | 95 o +  | 0     |
| 4     | 90 a 94 | 4     |
| 16    | 85 a 89 | 12    |
| 0     | 80 a 84 | 8     |
| 8     | 75 a 79 | 20    |
| 20    | 70 a 74 | 20    |
| 8     | 65 a 69 | 28    |
| 28    | 60 a 64 | 20    |
| 20    | 55 a 59 | 8     |
| 28    | 50 a 54 | 48    |
| 52    | 45 a 49 | 40    |
| 12    | 40 a 44 | 28    |
| 44    | 35 a 39 | 20    |
| 28    | 30 a 34 | 40    |
| 60    | 25 a 29 | 36    |
| 20    | 20 a 24 | 24    |
| 28    | 15 a 19 | 24    |
| 28    | 10 a 14 | 28    |
| 52    | 5 a 9   | 20    |
| 32    | 0 a 4   | 24    |

## Economia
El 2007 la població en edat de treballar era de 677 persones, 517 eren actives i 160 eren inactives. De les 517 persones actives 486 estaven ocupades (259 homes i 227 dones) i 32 estaven aturades (11 homes i 21 dones). De les 160 persones inactives 59 estaven jubilades, 59 estaven estudiant i 42 estaven classificades com a «altres inactius».

### Ingressos
El 2009 a Chanos-Curson hi havia 420 unitats fiscals que integraven 1.114 persones, la mediana anual d'ingressos fiscals per persona era de 19.233,5 €.

### Activitats econòmiques
Dels 56 establiments que hi havia el 2007, 1 era d'una empresa extractiva, 1 d'una empresa alimentària, 5 d'empreses de fabricació d'altres productes industrials, 12 d'empreses de construcció, 15 d'empreses de comerç i reparació d'automòbils, 1 d'una empresa de transport, 3 d'empreses d'hostatgeria i restauració, 2 d'empreses financeres, 3 d'empreses immobiliàries, 11 d'empreses de serveis, 1 d'una entitat de l'administració pública i 1 d'una empresa classificada com a «altres activitats de serveis».
Dels 10 establiments de servei als particulars que hi havia el 2009, 1 era un taller de reparació d'automòbils i de material agrícola, 3 paletes, 1 guixaire pintor, 1 fusteria, 1 lampisteria, 1 electricista i 2 restaurants.
Dels 3 establiments comercials que hi havia el 2009, 1 era una fleca, 1 un drogueria i 1 una joieria.
L'any 2000 a Chanos-Curson hi havia 30 explotacions agrícoles que ocupaven un total de 560 hectàrees.

## Equipaments sanitaris i escolars
El 2009 hi havia una escola elemental.

## Poblacions més properes
El següent diagrama mostra les poblacions més properes.